# Tufão Muifa (2011)
O tufão Muifa, conhecido nas Filipinas como tufão Kabayan, foi um tufão grande, poderoso e persistente que afetou vários países do Pacífico, matando 22 pessoas e causando danos generalizados no valor de US$ 480 milhões. Foi a nona tempestade nomeada, o terceiro tufão e o segundo supertufão da temporada de tufões de 2011 no Pacífico.
A área de baixa pressão que se tornou o Tufão Muifa formou-se originalmente em 23 de julho. Ele gradualmente derivou para o oeste, tornando-se uma depressão tropical. Ao virar para o norte e se aproximar das Filipinas, ele se fortaleceu rapidamente, tornando-se um tufão de categoria 5 na escala de furacões de Saffir-Simpson (SSHS). Nas Filipinas, a tempestade ceifou oito vidas e causou muitos danos. O sistema derrubou árvores; o nordeste das Filipinas experimentou ventos fortes e chuvas fortes, deixando os motoristas presos em várias estradas e vias expressas. Muifa também afundou um navio malaio com 178 passageiros. O sistema então derivou para o norte, enfraquecendo continuamente até que se curvou para o oeste e ameaçou a Micronésia. O tufão atingiu Okinawa, no Japão, com 1,000 mm (41 in) de chuva, inundando a pequena ilha e ferindo 37 pessoas em um período de 30 horas. A tempestade interrompeu as viagens aéreas, deixando 13630 pessoas presas na ilha. O sistema então derivou constantemente para o oeste, aproximando-se de Taiwan e solicitando avisos de emergência e alertas máximos; no entanto, a tempestade passou ao lado da ilha. O tufão se moveu mais para o oeste em direção à China continental, fazendo com que milhares fugissem de suas casas. Um alerta de Ondas Altas de Nível 4 foi emitido e cerca de 11000 equipes de resgate se mobilizaram em 120 equipes.

## História meteorológica
Um desfile de áreas de baixa pressão e distúrbios tropicais formados a partir da Zona de Convergência Intertropical no final de 15 de julho. No final de 23 de julho, um dos últimos sistemas de baixa pressão evoluiu para um fraco distúrbio tropical, que se formou a sudeste de Chuuk, na Micronésia. O sistema derivou para o oeste e, em 25 de julho, o Joint Typhoon Warning Center (JTWC) atualizou a área de baixa pressão para uma depressão tropical. Naquela época, estava localizada a aproximadamente 505 nmi (935 km; 581 mi) oeste de Guam. À meia-noite daquele dia, o JMA começou a monitorar o sistema como uma depressão tropical.
No início de 28 de julho, o JTWC atualizou o sistema para uma tempestade tropical. Algumas horas depois, o JMA também atualizou o sistema para uma tempestade tropical, nomeando-a Muifa. Também em 28 de julho, a tempestade entrou na Área de Responsabilidade das Filipinas (PAR); a Administração de Serviços Atmosféricos, Geofísicos e Astronômicos das Filipinas (PAGASA) nomeou-a Kabayan. A tempestade derivou para o norte no dia seguinte, mantendo a força da tempestade tropical. Na noite de 29 de julho, Muifa foi atualizado para uma forte tempestade tropical. Durante a noite, a tempestade se intensificou rapidamente e foi atualizada para tufão na manhã seguinte. De acordo com o JTWC, Muifa se fortaleceu de uma tempestade tropical para um super tufão em menos de 24 horas; informou que a tempestade estava atingindo uma velocidade de vento sustentada de um minuto de 140 kn (260 km/h; 160 mph). No entanto, o tufão enfraqueceu no final do dia. De acordo com o JTWC, em 31 de julho, o tufão encontrou um vale de nível superior e enfraqueceu para um tufão de categoria 4 no SSHS.
O sistema moveu-se gradualmente para o norte, depois virou para o oeste e derivou em direção a Okinawa antes de virar para o noroeste novamente (quando foi finalmente rebaixado para uma tempestade tropical pelo JTWC). Logo depois, o JMA rebaixou Muifa para uma tempestade tropical forte. Depois de enfraquecer para uma tempestade tropical, Muifa atingiu a costa no estuário do rio Yalu em 8 de agosto e o JTWC emitiu seu aviso final. No início de 9 de agosto, Muifa enfraqueceu para uma depressão tropical no nordeste da China e mais tarde se tornou uma área de baixa pressão.

## Preparações

### Okinawa
As autoridades japonesas cancelaram vários voos para Okinawa, deixando centenas de passageiros retidos. Em 5 de agosto, a China Airlines cancelou vários voos para Okinawa quando a tempestade passou a 83 km (45 nmi) da ilha.

### Taiwan
Chuvas leves com ventos moderados foram relatadas em Taiwan, enquanto as faixas de chuva externas do sistema roçavam a nação insular. O Central Weather Bureau (CWB) anunciou que fortes chuvas e ventos fortes afetariam a República da China. Em 6 de agosto, o CWB suspendeu o alerta de mar para Taiwan, uma vez que o sistema havia virado para noroeste e não era mais esperado que causasse danos à ilha.

### China continental
À medida que o sistema se aproximava da China continental, as autoridades da China começaram a ordenar que os barcos de pesca voltassem à costa. Os moradores de Xangai também foram avisados, já que a tempestade deveria ser tão forte quanto o Tufão Matsa em 2005. Para evitar acidentes ferroviários durante a tempestade, as autoridades ferroviárias de Xangai montaram uma equipe para inspecionar as instalações ferroviárias de alta velocidade. O Ministério de Assuntos Civis (MCA) emitiu um decreto em 4 de agosto ordenando que as agências civis em Xangai e nas províncias de Chequião, Jiangsu, Anhui, Fujian, Jiangxi e Xantum realizassem operações de socorro, evitando o maior número possível de vítimas. Um Alerta Laranja, o segundo mais alto no sistema de alerta de ondas marítimas de quatro níveis, foi emitido no Mar da China Oriental quando o sistema se aproximava da terra. Em 5 de agosto, o porto de Ningbo, um dos portos mais movimentados da China, foi parcialmente fechado devido ao tufão. Funcionários da China declararam que o sistema foi o mais forte naquele ano até ao momento para impactar o país, ao passar por Taiwan mantendo a força do tufão. Como resultado, os funcionários da China fecharam temporariamente vários portos de petróleo, granéis secos e contêineres. Milhões de pessoas que vivem ao longo da costa foram obrigadas a ficar em casa, e várias centenas de voos foram cancelados porque o tufão era o pior a afetar o centro comercial da China desde 2005. O desembarque era inicialmente esperado na província de Zhejiang no sábado, 6 de agosto. Esperava-se que a tempestade levasse chuvas a mais de dez províncias, em uma área de um milhão de quilômetros quadrados.
Em 6 de agosto, com a aproximação do tufão, mais de 200.000 pessoas foram evacuadas de áreas baixas; no entanto, embora mais 140 voos tenham sido cancelados, não se esperava mais que o tufão impactasse diretamente o país. A agência meteorológica anunciou que chuvas fortes e ventos fortes afetariam o país por três dias, a partir de 7 de agosto. Cerca de 11.000 equipes de resgate em 120 equipes foram mobilizadas para responder à tempestade e proteger o maior número possível de pessoas. O Centro Nacional de Previsão Ambiental Marítima emitiu um Alerta Vermelho (o alerta mais alto no sistema de alerta de ondas altas de quatro níveis) quando o sistema varreu o Mar da China Oriental com a força do tufão. Esperavam-se ondas de 9 a 11 metros em todo o Mar da China Oriental. As autoridades ferroviárias de Xangai estabeleceram um plano de resposta de emergência: se os ventos de Muifa fossem inferiores a 62 km/h em Xangai, o metrô seria operado manualmente em baixa velocidade. Se os ventos forem superiores a 89 km/h, os comboios seriam cancelados. Ambos os aeroportos de Xangai foram fechados e todos os eventos ao ar livre também foram cancelados ou adiados. À medida que o sistema se aproximava da terra, o governo de Xangai pediu aos residentes que ficassem em casa com estojos de primeiros socorros e suprimentos de emergência. Uma mensagem do governo federal dos Estados Unidos aos americanos que vivem na China aconselhou-os a "estocar suprimentos de emergência de comida, água e dinheiro em caso de falta de energia relacionada a tempestades".
Enquanto o sistema roçava em Xangai, os moradores de Qingdao começaram seus preparativos para a tempestade. Embora mais fraco, o surf pesado do sistema atingiu a orla de Qingdao e as praias foram fechadas. Conforme relatado em 9 de agosto, cerca de 1,35 milhões de pessoas foram evacuadas quando o sistema se aproximava da sua aproximação final no norte da China.

## Impacto
| País              | Vítimas | Vítimas | Vítimas     | Danos (USD)    |
| País              | Mortes  | Lesões  | Ausência de | Danos (USD)    |
| China continental | 0       | 0       | 1           | ~ $ 480 milhão |
| Japão             | 0       | 37      | 0           | N / D          |
| Filipinas         | 8       | 5       | 3           | $ 59.428       |
| Coreia do Sul     | 4       | 0       | 2           | N / D          |
| Coréia do Norte   | 10      | 0       | 0           | N / D          |
| Total             | 22      | 42      | 6           | ~ $ 480 milhão |

### Filipinas
Embora a tempestade não tenha impactado diretamente as Filipinas, suas faixas de chuva causaram danos consideráveis à nação. De acordo com um relatório de situação do Conselho Nacional de Gestão e Redução do Risco de Desastres (NDRRMC), o tufão matou quatro pessoas e causou danos no valor de US$ 59203. Em 2 de agosto, milhares de pessoas que viviam perto do rio Marikina, na região metropolitana de Manila, fugiram quando o Nível de Alerta 2 foi emitido, depois que a água atingiu níveis perigosamente altos. Minutos antes do anúncio, o Palácio de Malacañan emitiu uma ordem de fechamento de escolas, faculdades e escritórios. As autoridades mobilizaram pessoal de emergência para preparar a evacuação de áreas próximas aos rios e canais da região da capital, onde as águas das enchentes estavam subindo. Em 4 de agosto, o NDRRMC elevou o número de mortos para oito e os danos totais à agricultura e infraestrutura para US$ 59428. Foi relatado que o CGAC em Iloilo coordenou embarcações comerciais resgatando 178 passageiros depois que um navio de passageiros, M/V Asia Malaysia, afundou perto da Ilha Calabação, Ajuy, Iloilo.

### Okinawa

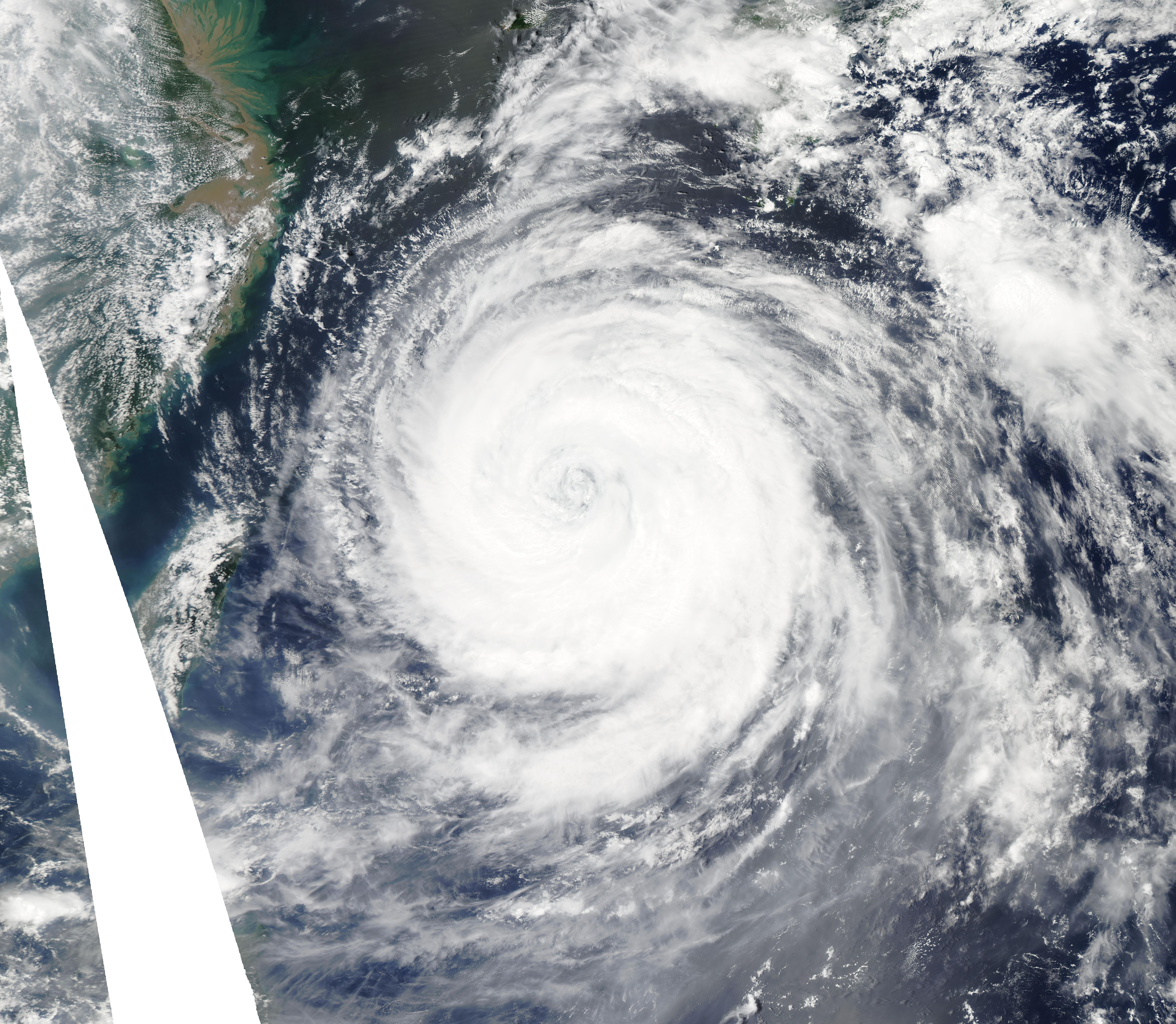
Tufão Muifa perto da Ilha de Okinawa em 5 de agosto

Em 5 de agosto, a tempestade ultrapassou apenas a 45 nmi (83 km) sudoeste da Base Aérea de Kadena, trazendo ventos sustentados de 65 kn (120 km/h; 75 mph) e 1,000 mm (41 in) de chuva. Trinta e sete pessoas ficaram feridas, seis em estado crítico. Quase 300 voos foram cancelados, deixando 13.630 retidos.

### China

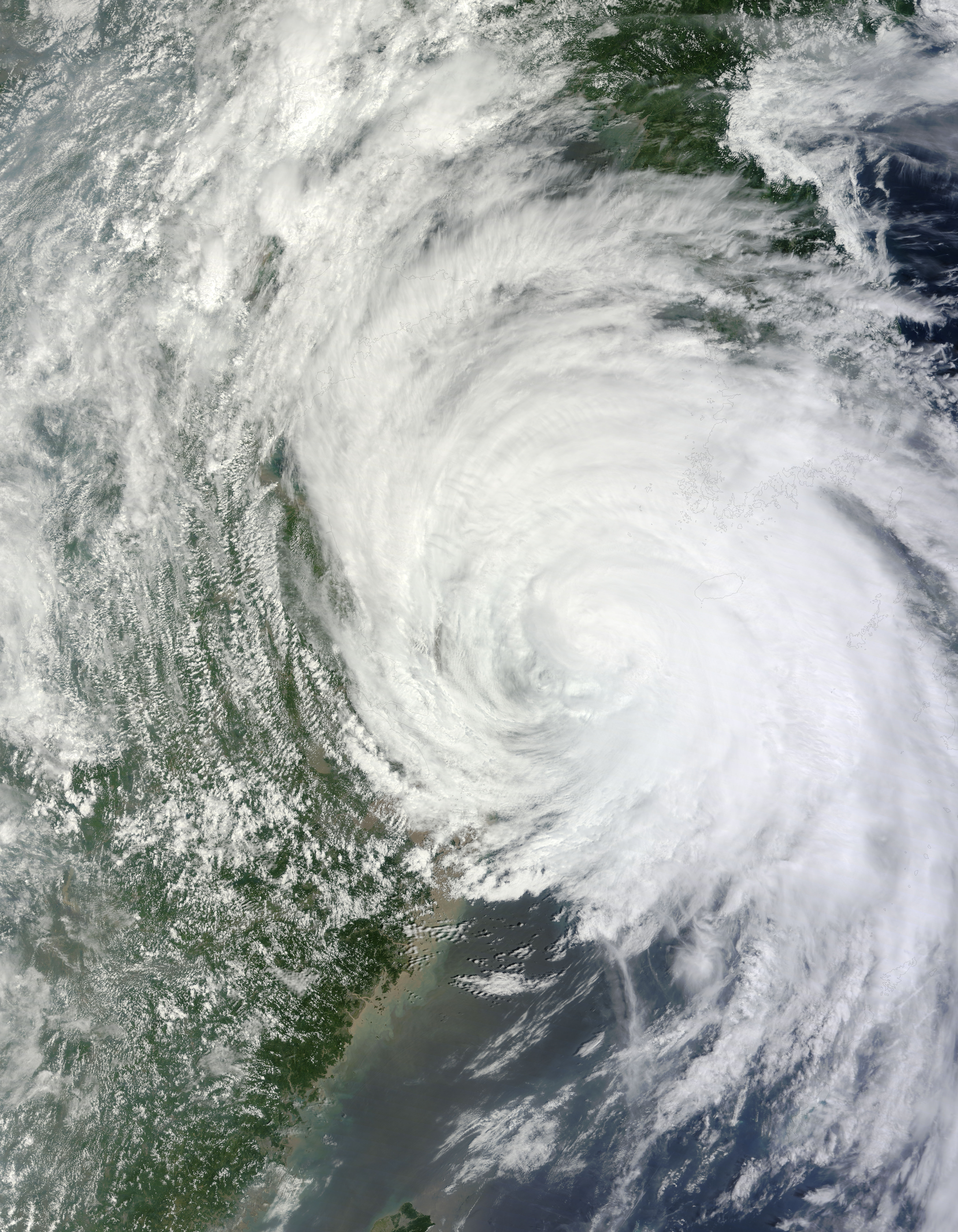
Tufão Muifa escovando a costa leste da China em 7 de agosto

No mar alto, dez navios de pesca (com cerca de 200 pessoas a bordo) foram dados como desaparecidos; no entanto, havia incerteza sobre se Muifa era a causa. Em 7 de agosto, quando o tufão varreu a costa de Xangai, uma importante ponte marítima que ligava a área urbana a uma ilha periférica foi fechada. Chuvas fortes e ventos fortes atingiram a cidade e cerca de 400.000 pessoas foram transferidas para centros de evacuação. Dezenas de milhares de barcos de pesca permaneceram no porto. Centenas de voos foram cancelados, deixando milhares de passageiros retidos. Uma pessoa foi dada como desaparecida quando um barco afundou em Chequião em uma tempestade associada a Muifa. Ventos fortes derrubaram outdoors e cortaram a energia em duas áreas residenciais de Xangai. No entanto, o tufão enfraqueceu antes de chegar à cidade e muitas lojas permaneceram abertas.
Embora enfraquecida, a tempestade causou estragos na província de Zhejiang; 169 casas, 3.500 toneladas de colheitas e 121.300 toneladas de produtos aquáticos foram destruídos. As perdas econômicas foram estimadas em US$ 289,9 milhões. O sistema ameaçou a fábrica de produtos químicos em Dalian ; autoridades relataram que cargas de pedras foram despejadas ao longo da costa para evitar danos à usina de ondas altas de 25 m (82 ft) geradas pela tempestade.
Em 9 de agosto, quando o sistema se aproximava de sua chegada final, um total de 183 condados nas províncias costeiras da China foram atingidos pelo sistema e as estimativas de perda econômica foram aumentadas para US$ 480 milhões. O sistema atingiu as províncias de Liaoningue, Zhejiang e Jiangsu, afetando 1,74 milhões de residentes e danificando 101.000 hectares de terras agrícolas.

### Península Coreana
Na Coreia do Sul, o sistema derrubou árvores, cortou energia e causou o cancelamento de muitos voos com destino a Seul. Chuva forte e ventos fortes foram sentidos na costa oeste coreana. Quatro pessoas morreram e outras duas estão desaparecidas na Coreia do Sul devido à tempestade. Na Coreia do Norte, a tempestade destruiu 2.400 acres de terras agrícolas, 100 casas e 10 prédios públicos, deixando 10 mortos.

## Consequências
Temia-se um derramamento químico depois que o tufão atingiu a costa perto da usina petroquímica de Fujia Dahua, na província de Liaoningue. A fábrica produz paraxileno (PX), um químico líquido letal, inflamável e carcinógeno. Embora não tenha ocorrido um derramamento, o rompimento dos diques ao redor da cidade de Dalian destacou o risco de tal derramamento e desencadeou o protesto Dalian PX em 14 de agosto.